# Barker Ten Mile
Barker Ten Mile és una concentració de població designada pel cens dels Estats Units a l'estat de Carolina del Nord. Segons el cens del 2000 tenia 976 habitants.

## Demografia
Segons el cens del 2000, Barker Ten Mile tenia 976 habitants, 371 habitatges i 303 famílies. La densitat de població era de 164,6 habitants per km².
Dels 371 habitatges en un 35,6% hi vivien nens de menys de 18 anys, en un 72,8% hi vivien parelles casades, en un 6,5% dones solteres, i en un 18,3% no eren unitats familiars. En el 16,2% dels habitatges hi vivien persones soles el 6,7% de les quals corresponia a persones de 65 anys o més que vivien soles. El nombre mitjà de persones vivint en cada habitatge era de 2,63 i el nombre mitjà de persones que vivien en cada família era de 2,93.
Per edats la població es repartia de la següent manera: un 23,7% tenia menys de 18 anys, un 4,7% entre 18 i 24, un 25,9% entre 25 i 44, un 34% de 45 a 60 i un 11,7% 65 anys o més.
L'edat mediana era de 43 anys. Per cada 100 dones de 18 o més anys hi havia 96,6 homes.
La renda mediana per habitatge era de 66.833 $ i la renda mediana per família de 68.693 $. Els homes tenien una renda mediana de 45.278 $ mentre que les dones 28.958 $. La renda per capita de la població era de 33.281 $. Cap de les famílies estaven per davall del llindar de pobresa.

## Poblacions properes
El següent diagrama mostra les poblacions més properes.